# Yllka Kuqi
Yllka Kuqi (ur. 26 listopada 1982 w Djakowicy) – kosowska piosenkarka.

## Życiorys
W latach 2005, 2006 i 2008 uczestniczyła w festiwalu muzycznym Kënga Magjike.

## Dyskografia[1]

### Albumy
| Rok  | Album                  |
| ---- | ---------------------- |
| 2013 | Dhe të dua             |
| 2014 | Vendit tim (Unplugged) |
| 2017 | Live 2017              |

### Teledyski
| Rok  | Teledysk                |
| ---- | ----------------------- |
| 2012 | Vendit tim              |
| 2012 | Me kemi një vend        |
| 2014 | Të kujtoj               |
| 2015 | Nje vit qe zemra u thye |
| 2015 | I mallkuar              |
| 2015 | Në zëmër të mbaj        |
| 2016 | A ke zemër              |
| 2016 | Ku je sonte             |
| 2017 | I kena fol              |
| 2017 | Jeton ne mua            |
| 2017 | Fale                    |
| 2018 | Je dashnia              |
| 2018 | Xhan Xhan               |
| 2018 | A thu                   |
| 2019 | Po sillna               |
| 2019 | Qysh ke mujt            |
| 2020 | Self Made Superstar     |
| 2021 | Dehem                   |